# 林肯頓 (北卡羅萊納州)
林肯頓（英語：Lincolnton）是一個位於美國北卡羅萊納州林肯縣的城市，為林肯縣之縣治。

## 人口
根據2020年美國人口普查的數據，林肯頓的面積為22.66平方千米，當中陸地面積為22.47平方千米，而水域面積為0.19平方千米。當地共有人口11091人，而人口密度為每平方千米489人。